# Уайланд, Скотт
Скотт Уайланд (27 октября 1967 — 3 декабря 2015) — американский музыкант, вокалист и бывший фронтмен рок-группы Stone Temple Pilots, одной из самых успешных групп 1990-х годов. Двукратный лауреат премии «Грэмми». Уайланд также участвовал в супергруппе Velvet Revolver, образованной бывшими участниками Guns N' Roses — Слэшем, Даффом Маккаганом и Мэттом Сорумом и гитаристом Wasted Youth Дэйвом Кушнером. Уайланд известен своими выступлениями, яркими сценическими образами и манерой пения. Очень часто на концертах, для достижения необходимого эффекта от вокала использовал мегафон. На протяжении своей карьеры имел проблемы с наркотиками. Скончался 3 декабря 2015 года в Блумингтоне, штат Миннесота во время турне со своей группой The Wildabouts в поддержку альбома Blaster.
Посмертно признан многими обозревателями и музыкантами «голосом поколения» наряду с вокалистами Nirvana Куртом Кобейном и Alice In Chains Лейном Стэйли. Считается одним из самых знаковых исполнителей 1990-х, вошёл в сотню величайших вокалистов по версии Hit Parader.

## Stone Temple Pilots (1986—2003, 2008—2013)
В 1986 году Уайланд познакомился с бас-гитаристом Робертом Делео на концерте группы Black Flag. Вскоре он познакомился с братом Роберта — Дином и барабанщиком Эриком Кретцем. Сделав демозапись в 1990 году, группа назвалась Mighty Joe Young (по имени известного американского блюз-исполнителя) и записалась на лейбле Atlantic Records. Сменив несколько названий, таких, как Shirley Temple’s Pussy, Stereo Temple Pirates, группа наконец выбрала себе название группы — Stone Temple Pilots. Уайланд писал слова для песен и стал ведущим вокалистом.
В 1992 году вышел дебютный альбом группы Core. Синглами становятся такие песни, как Sex Type Thing, Wicked Garden, Creep и, конечно, Plush — песню-прорыв, за которую группа получила премию «Грэмми» в номинации «Лучшее хард-рок исполнение», обойдя таких музыкантов, как AC/DC и Роберта Планта. На дебютном альбоме группа старалась подражать звучанию сиэтлских гранж коллективов Alice in Chains, Pearl Jam, Soundgarden и Nirvana, что обернулось для группы неожиданным успехом. В 1994 году вышел второй студийный альбом группы Purple, в песнях которого группа и обрела свою «изюминку». Смешение гранжа, психоделики, панка и босса-новы дали свои плоды. Три сингла с альбома — Big Empty, Vasoline, и Interstate Love Song вновь принесли успех группе.
Годом ранее, в туре с группой Butthole Surfers, фронтмен этой группы Гибби Хейнс предложил Уайланду героин, «подсадив» его на этот наркотик.
В 1995 году у Уайланда начались серьёзные проблемы со здоровьем. Он начинает употреблять крэк, а существование группы оказывается под вопросом.
В 1996—1997 годы группа записывает и выпускает альбом Tiny Music… Songs from the Vatican Gift Shop, после чего Уайланд решает взять небольшую передышку и записать свой сольный альбом.
В 1999 году STP выпускают четвёртый альбом с названием No-4. В том же году Уайланд участвует в записи двух песен с группой The Wondergirls. После тура в 2003 году в поддержку пятого альбома группы Shangri-La Dee Da терпение остальных участников группы дошло до предела и группа распалась.
В 2008 году произошло воссоединение группы в прежнем составе и тур в поддержку последнего на данный момент одноименного студийного альбома группы Stone Temple Pilots. Большую роль в воссоединении сыграла жена Уайланда.
В феврале 2013 года было официально объявлено, что Уайланд «уволен» из группы. Участники действующего состава группы никак не комментировали произошедшее, но о своем недовольстве заявил Уайланд, который пытался в суде оспорить решение об его увольнении.
18 мая 2013 года состоялось выступление STP с новым вокалистом, которым стал фронтмен группы Linkin Park Честер Беннингтон. Была исполнена и представлена песня Out of Time.

## Сольная карьера
После третьего альбома Tiny Music… группа находилась на грани развала и все члены команды, кроме Скотта, решили создать проект под названием Talk Show, пригласив вокалиста Дэйва Кауттса. В это же время Уайланд решает записать свой сольный альбом, назвав первую дебютную работу 12 Bar Blues. Через десять лет выходит второй сольный альбом Уайланд Happy In Galoshes. Также, Скотт заявлял о намерении записать третий сольный альбом.

## Velvet Revolver
После разрыва с STP, Уайланд был приглашен экс-участниками Guns N' Roses в свой проект. Группа изначально назвалась Black Velvet Revolver, позже название было сокращено до Velvet Revolver. Со Скоттом были записаны альбомы Contraband и Libertad. Позже, однако, Уайланд вернулся в Stone Temple Pilots.

## Личная жизнь
17 сентября 1994 года состоялась женитьба Скотта Уайланда на Джанине Кастанеде, но в 2000 году они развелись. 20 мая 2000 года он женился на Мэри Форсберг, от этого союза у пары есть двое детей: Ной (род. 2000) и Люси (род. 2002) В конце 2001 года Уайланд был арестован по обвинению в домашнем насилии в Лас-Вегасе, штат Невада, за то, что якобы толкал Форсберг. Тем не менее, обвинения были в конце концов отложены, и пара согласилась на консультацию. Вскоре после этого Форсберг подала на развод, но супруги в конце концов помирились.
В интервью 2007 года журналу Blender Magazine Скотт Уайланд указывал, что воспитывался своей семьёй как католик. Также артисту был поставлен диагноз биполярное расстройство.
17 мая 2011 года была выпущена автобиография Not Dead & Not for Sale, созданная музыкантом совместно с писателем Дэвидом Рицем.
В октябре 2012 года в интервью журналу Rolling Stone Скотт Уайланд сообщил о помолвке с Джейми Вахтел, с которой познакомился в 2011 году во время съёмок клипа на песню I’ll Be Home for Christmas. Свадьба Уайланда и Вахтель состоялась 22 июня 2013 года в их доме в Лос-Анджелесе.

### Употребление наркотиков и проблемы со здоровьем
История отношений Скотта Уайланда с наркотиками насчитывала не менее 20 лет, арестовали его в первый раз в 1995 году. Официально он перестал принимать героин в 2002 году. В середине 2000-х годов тяжело перенес смерть младшего брата от болезни сердца и окончательный разрыв с женой, которая то обвиняла его в домашнем насилии, то заявляла, что у них все в порядке. Эти события нашли отражение в текстах The Velvet Revolver.
Уайланд сообщил, что в 2001 году у него было диагностировано биполярное расстройство.
В интервью Esquire в 2005 году Уайланд сказал, что во время выступлений в своих первых группах в подростковом возрасте его употребление алкоголя "усилилось", и он впервые начал употреблять кокаин, что он назвал "сексуальным" опытом. В декабре 2007 года Уайланд был арестован и обвинен в вождении в нетрезвом виде, что стало его первым арестом более чем за четыре года (с 27 октября 2003 года). 7 февраля 2008 года Уайланд зарегистрировался в реабилитационном центре и покинул его в начале марта.
Младший брат Уайланда Майкл умер от кардиомиопатии в начале 2007 года. Песни Velvet Revolver "For a Brother" и "Pills, Demons и т.д." с альбома Libertad посвящены Майклу. Уайланд сказал в интервью MTV News в ноябре 2008 года, что несколько песен на "Happy" in Galoshes были вдохновлены смертью его брата и его расставанием с Мэри Форсберг. В той же статье MTV News сообщило, что Уайланд не употреблял героин с 5 декабря 2002 года. Уайланд также признался, что в конце 2007 года у него был "очень короткий запой с кокаином".
В апреле 2015 года онлайн-кадры с шоу вызвали вопросы о здоровье Уайланда, который, казалось, был в отключке и давал странное представление. Представитель Weiland утверждал, что виной всему были недосып, несколько выпитых напитков и неисправный наушник, а не наркотики. В июне 2015 года Уайланд заявил, что он не употреблял наркотики в течение 13 лет. Его ответ был направлен на комментарии фронтмена Filter Ричарда Патрика, который утверждал, что Уайланд употреблял наркотики и что его поклонники приближали его к смерти, "заступаясь" за него.
После смерти Уайланда тур-менеджер the Wildabouts Аарон Молер сказал: "Я много раз видел, как Скотт употреблял кока-колу, чтобы больше пить".
Вскоре после его смерти Джейми Уайланд, третья жена Скотта, признала, что ее муж сильно пил перед отъездом в последний тур своей группы, но что он пообещал ей, что "возьмет себя в руки". Она сопровождала его в туре в течение недели в ноябре и сказала, что Скотт "просто умирал" на сцене, "каждый вечер поднимаясь на ступеньку выше".
У Уайланда был гепатит C, который он, возможно, приобрел в результате внутривенного употребления наркотиков.
Музыкант многие годы боролся с наркотической зависимостью и неоднократно проходил реабилитацию.

## Смерть
Уайланд был найден мертвым в возрасте 48 лет в своем гастрольном автобусе 3 декабря 2015 года в Блумингтоне, штат Миннесота, во время тура с the Wildabouts. Запланированный на тот вечер концерт группы в близлежащей Медине, штат Миннесота, был отменен несколькими днями ранее. Они все еще планировали сыграть следующим вечером в Рочестере, штат Миннесота. Полиция обыскала туристический автобус Уайланда и подтвердила, что в спальне, где Уайланд был обнаружен мертвым, было обнаружено небольшое количество кокаина. Полиция также обнаружила в туристическом автобусе отпускаемые по рецепту лекарства, включая Ксанакс, бупренорфин, зипразидон, виагру и снотворные. Кроме того, были обнаружены два пакетика кокаина и пакетик с зеленым листовым веществом. Томми Блэк, басист the Wildabouts, был арестован полицией за превышение скорости и проезд на красный свет во время управления туристическим автобусом по подозрению в хранении кокаина, хотя позже обвинения с него были сняты.
Несмотря на обнаружение наркотиков, причина смерти сразу не была названа. Позже судмедэксперт определил, что смерть Уайланда наступила в результате случайной передозировки кокаина, алкоголя и метилендиоксиамфетамина (MDA). В своем отчете бюро экспертизы также отметило атеросклеротическое сердечно-сосудистое заболевание Уайланда, астму в анамнезе и длительное злоупотребление психоактивными веществами.
Новость о смерти Уайланда быстро распространилась по Интернету, и многие из его коллег по музыке, включая бывших участников его группы, а также поклонники и музыкальные критики по всему миру поделились своими соболезнованиями, данью уважения и воспоминаниями. На следующий день после его смерти его бывшие коллеги по Stone Temple Pilots выпустили заявление, в котором говорилось, что он был "одарен неописуемо", но признавал свою борьбу со злоупотреблением психоактивными веществами, называя это "частью [его] проклятия".
Частные похороны Уайланда состоялись на кладбище Hollywood Forever 11 декабря 2015 года в Лос-Анджелесе. Присутствовали участники как Stone Temple Pilots, так и Velvet Revolver. Крис Кушнер, жена гитариста Velvet Revolver Дэйва Кушнера, написала на своей странице в Instagram после похорон: "Очень печальный день, когда (ты) хоронишь друга. Он был хорошим человеком. Не верьте всему, что (вы) читаете. Помни, мы все будем там." Тело Уайланда было кремировано. Мэри Форсберг и двое детей при этом не присутствовали, позже состоялась частная церемония в честь Уайланда.

## Дискография
| Название                                     | Год выпуска | Лейбл           | Группа              |
| -------------------------------------------- | ----------- | --------------- | ------------------- |
| Core                                         | 1992        | Atlantic        | Stone Temple Pilots |
| Purple                                       | 1994        | Atlantic        | Stone Temple Pilots |
| Tiny Music… Songs from the Vatican Gift Shop | 1996        | Atlantic        | Stone Temple Pilots |
| 12 Bar Blues                                 | 1998        | Atlantic        | Сольная работа      |
| No. 4                                        | 1999        | Atlantic        | Stone Temple Pilots |
| Shangri-La Dee Da                            | 2001        | Atlantic        | Stone Temple Pilots |
| Contraband                                   | 2004        | RCA             | Velvet Revolver     |
| Libertad                                     | 2007        | RCA             | Velvet Revolver     |
| «Happy» in Galoshes                          | 2008        | Softdrive       | Сольная работа      |
| Stone Temple Pilots                          | 2010        | Atlantic        | Stone Temple Pilots |
| A Compilation of Scott Weiland Cover Songs   | 2011        | Softdrive       | Сольная работа      |
| The Most Wonderful Time of the Year          | 2011        | Softdrive       | Сольная работа      |
| Art of Anarchy                               | 2015        | Another Century | Art of Anarchy      |